# Renate Adolph
Renate Adolph (* 20. März 1954 in Ost-Berlin) ist eine deutsche Journalistin und Politikerin (PDS, Die Linke). Von 2004 bis 2009 war sie Abgeordnete des Brandenburgischen Landtages. Sie war inoffizielle Mitarbeiterin der DDR-Staatssicherheit.

## Leben und Beruf
1972 absolvierte Renate Adolph das Abitur und begann danach ein Volontariat beim Allgemeinen Deutschen Nachrichtendienst (ADN). Von 1973 bis 1977 studierte sie an der Karl-Marx-Universität in Leipzig und erhielt den Abschluss als Diplomjournalistin. Anschließend arbeitete Adolph als Redakteurin beim ADN in Ost-Berlin (1977–1982), bei der Berliner Zeitung (1982–1983) und beim Verlag Junge Welt (1986–1990). Von 1983 bis 1986 war sie überdies Mitarbeiterin beim FDJ-Zentralrat. Von 1990 bis 1994 war sie bei einer Anzeigenagentur in Berlin tätig. Von 1994 bis 2004 leitete sie eine Werbeagentur.
Renate Adolph ist verheiratet, hat zwei Kinder und wohnt in Hönow (Landkreis Märkisch-Oderland).

## Politik
Renate Adolph wurde 1976 Mitglied der SED.
Von November 2003 war Renate Adolph bis 2009 Mitglied des Kreistages im Landkreis Märkisch-Oderland (MOL) Seit 2019 ist sie als Nachrückerin für den verstorbenen Arno Gassmann erneut Mitglied des Kreistages. Bei der Landtagswahl 2004 konnte sie sich im Wahlkreis 31 Märkisch-Oderland I/Oder-Spree IV durchsetzen und zog direkt in das Parlament ein. 2009 erreichte sie erneut das Direktmandat.
In der Landtagsfraktion übte sie die Funktion der Sprecherin für Verbraucherschutz und Abwasserpolitik aus. Sie war ordentliches Mitglied im Ausschuss für ländliche Entwicklung, Umwelt und Verbraucherschutz.
Am 30. November 2009 legte sie ihr Landtagsmandat nieder, weil sie ihre Tätigkeit als Inoffizieller Mitarbeiter für die Hauptverwaltung Aufklärung des Ministeriums für Staatssicherheit entgegen einer innerparteilichen Regelung nicht öffentlich gemacht hatte. Erst nach wachsendem Druck infolge anderer Stasi-Fälle in der brandenburgischen Linke-Fraktion gestand sie ihre IM-Tätigkeit ein. Für sie rückte Irene Wolff-Molorciuc in den Landtag nach.
Am 9. Januar 2012 wurde Renate Adolph wieder in den Vorstand des Ortsverbandes Hoppegarten der Partei Die Linke gewählt.